# 14968 Kubáček
14968 Kubáček là một tiểu hành tinh vành đai chính với chu kỳ quỹ đạo là 1500.7678303 ngày (4.11 năm).
Nó được phát hiện ngày 23 tháng 8 năm 1997.